# هيلينا كوبان
هيلينا كوبان (بالإنجليزية: Helena Cobban)‏، وُلدت عام 1952، وهي كاتبة بريطانية أمريكية وباحثة في العلاقات الدولية، باهتمام خاص بشؤون الشرق الأوسط، والنظام الدولي، والعدالة الانتقالية. تعمل هيلينا كوبان بصفتها زميلًا أول غير مقيم بمركز السياسة الدولية لواشنطن العاصمة. تشغل كوبان أيضًا منصب مدير تنفيذي لشركة نشر الكتب التي أسستها، وهي شركة جاست وورلد بوكس، بالإضافة إلى كونها الرئيس التنفيذي للمنظمة التعليمية الصغيرة غير الهادفة للربح جاست وورلد إديوكيشِنال. استأنفت كوبان عملها الكتابي في عام 2019، بعد أن ساهمت طوال حياتها المهنية في العديد من المنافذ الإعلامية  مع تأليفها سبعة كتب.

## إسهاماتها لدراسات الشرق الأوسط
قدمت كوبان العديد من الإسهامات الملحوظة، خلال عملها الصحفي والتحليلي، لدراسة السياسة الفلسطينية، وتحقيق السلام الفلسطيني الإسرائيلي، والسياسة اللبنانية، وتحقيق السلام السوري الإسرائيلي، وحرب الولايات المتحدة على العراق، ودراسة الشرق الأوسط بشكل موسع:

### السياسة الفلسطينية
أجرت كوبان العديد من اللقاءات مع قادة منظمة التحرير الفلسطينية ومؤسسيها في كتابها لعام 1984 منظمة التحرير الفلسطينية: الشعب، والسلطة، والسياسة، واستعانت بالعديد من المواد الصحفية الأصلية التي حصلت عليها خلال عملها الصحفي في بيروت في أواخر سبعينيات القرن الماضي. استنتجت كوبان في كتابها أن مركز ثقل الحركة الوطنية الفلسطينية كان يميل إلى الفلسطينيين المقيمين على أرض وطنهم، وأثبت هذا الاستنتاج صحته بعد اندلاع الانتفاضة الفلسطينية الأولى في عام 1987. انتُقد هذا الكتاب بقوة في إحدى المراجعات النقدية بصحيفة واشنطن بوست للكاتب دانيال بايبس.
نشرت كوبان العديد من المقالات والفصول الكتابية بخصوص التطورات السياسية الفلسطينية بين عامي 1984 و2000. ونشرت العديد من المقالات الطويلة منذ عام 2001 في نفس الموضوع بمجلة بوسطن ريفيو، من ضمنها مقالان بخصوص حركة حماس، قائمين على لقاء صحفي أصلي مع قادة الحركة، وهم خالد مشعل وإسماعيل هنية.
أجرت كوبان لقاءً آخر مع خالد مشعل في يونيو عام 2009، والذي قال فيه: «لقد وضحت أنني أقبل إقامة دولة فلسطينية بانسحاب إسرائيل لحدود ما قبل 1967. لن يُبطِل هذا الحقيقة التاريخية للاحتلال الإسرائيلي منذ عام 1948، ولكن وافقت حماس، بالإضافة إلى الفصائل الأخرى، على حل إقامة دولة فلسطينية بحدود عام 1967».
نشرت كوبان، على مر السنوات، العديد من اللقاءات الصحفية مع القادة والمحللين الفلسطينيين (والإسرائيليين) الآخرين.

### تحقيق السلام الفلسطيني الإسرائيلي
ألفت كوبان العديد من المقالات والفصول الكتابية ومنشورات المدونات بخصوص قضايا هذا الشأن، وأشارت تحديدًا إلى ضرورة وسرعة تركيز الولايات المتحدة وبقية رعاة دبلوماسية السلام على تحقيق اتفاقية سلام نهائية بدلًا من إهدار الوقت ورأس المال السياسي على الاتفاقيات المؤقتة. سيتطرق هذا إلى إيقاف الاعتماد على تدابير بناء الثقة قبل الاتفاقيات، وهذا ما أيده الدبلوماسي دنيس روس وآخرون.
ساعدت كوبان على توجيه العديد من برامج الدبلوماسية الثانية، أو شاركت فيها، بين الإسرائيليين والفلسطينيين، وقدمت بعض التقييمات الدقيقة للفوائد والمخاطر المحتملة لهذه الجهود. شغلت كوبان بين عامي 2009 و2010 منصب مدير تنفيذي لمجلس المصلحة الوطنية.

### السياسة اللبنانية
حللت كوبان السياسة اللبنانية في كتابها لعام 1985 على أنها نتيجة لتفاعلات معقدة بين الجموع السكانية المختلفة للدولة، والتي قسمتها -وفقًا لتحليل فؤاد خوري- إلى «طوائف» و«أقليات». حدد هذا الكتاب، القائم أيضًا على عملها الصحفي على أرض الواقع، نهضة المجتمع الشيعي اللبناني المهمش سابقًا وحللها. عادت كوبان لتجري العديد من الرحلات الصحفية إلى لبنان بعد عام 1999، ونشرت مقالين شهيرين عن نهضة حزب الله.

### تحقيق السلام السوري الإسرائيلي
تتبّع كتاب كوبان لعام 1991 تشابك العلاقات السورية الإسرائيلية في ظل المخاوف الواسعة للحرب الباردة. وصف المفكر الاستراتيجي زبغنيو بريجنسكي هذا الكتاب بأنه تحليل ممتاز وواعٍ لإحدى القضايا شديدة التعقيد. بدأت كوبان، في أُفرودة كتبتها عام 1997، بالتركيز على دبلوماسية السلام المثمرة المفاجئة التي بدأت في طريقها للتنفيذ منذ مؤتمر مدريد لعام 1991. توسعت في هذا العمل بكتابها لعام 2000، والذي وصفه ريموند هينيبوش بأنه كتاب لا بد من أن يقرأه أي شخص مهتم بشؤون الشرق الأوسط أو بدينامية مفاوضات السلام بشكل عام.